# Donatus, Sabinus a Agapé
Svatí Donatus, Sabinus a Agapé byli křesťanští mučedníci.
Není známo datum a místo úmrtí ani jiné žádném informace.
Jejich svátek se slaví 25. ledna.